# Graubrust-Buschammer
Die Graubrust-Buschammer (Atlapetes schistaceus) ist eine Vogelart aus der Familie der Neuweltammern (Passerellidae). Die Art hat ein großes Verbreitungsgebiet, das die südamerikanischen Länder Peru, Ecuador, Kolumbien und Venezuela umfasst. Der Bestand wird von der IUCN als nicht gefährdet (Least Concern) eingeschätzt.

## Merkmale

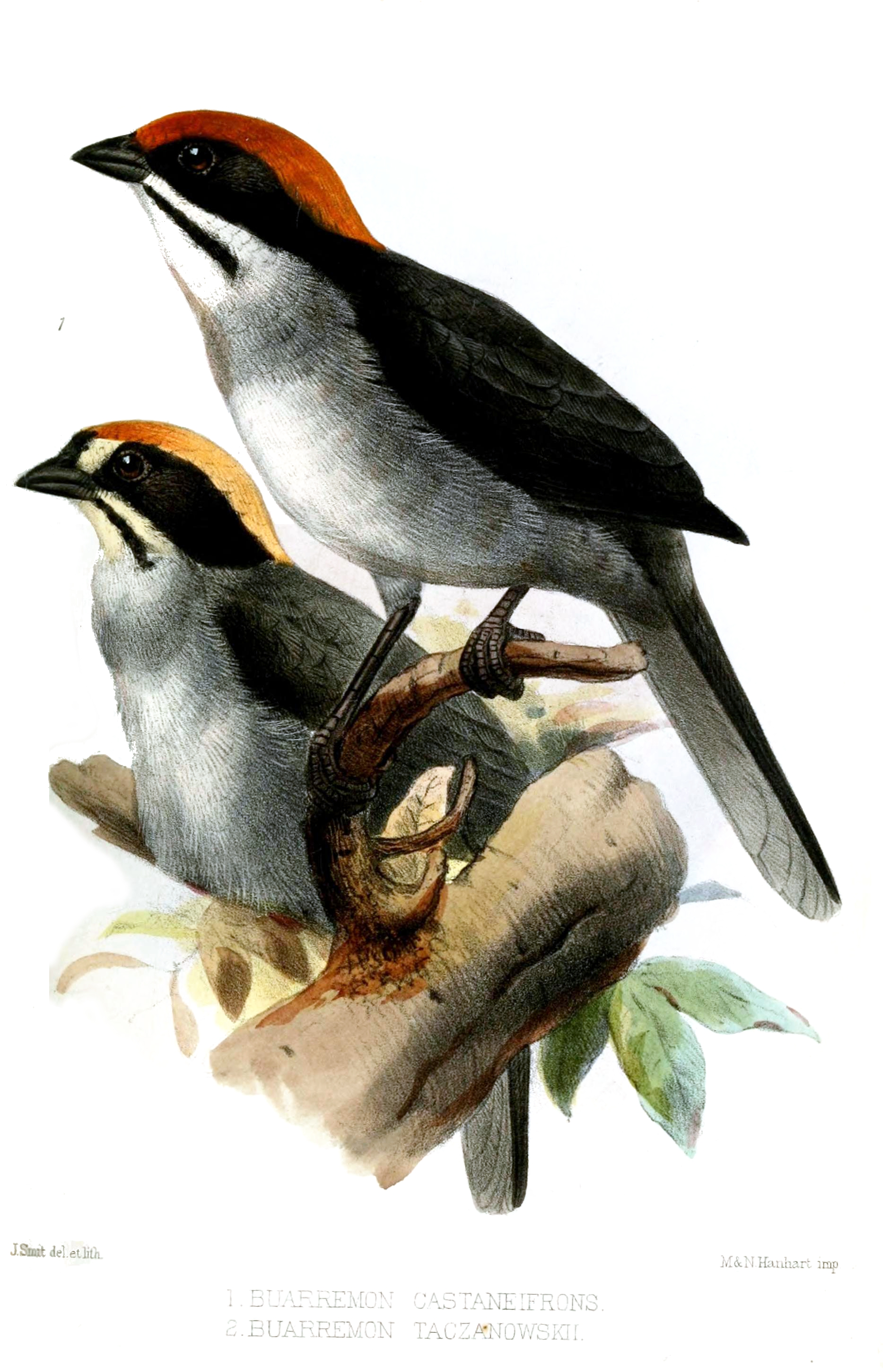
Graubrust-Buschammer, Illustration

Die Graubrust-Buschammer erreicht eine Körperlänge von etwa 18 Zentimetern. Die Oberseite ist überwiegend grau. Nur die Krone und der Nacken sind kastanienfarben. Die Kopfseiten sind schwarz. Die Flügel und der Schwanz sind schwarz getönt. An den Flügeln findet sich ein auffallender weißer Flügelspiegel. Die Kehle ist weiß mit markanten schwarz-weißen Streifen an den Wangen. Die Unterseite ist grau und wirkt in der Mitte des Bauches weißlicher.

## Verbreitung und Lebensraum

Verbreitungsgebiet der Graubrust-Buschammer (grün)

Die Art kommt in feuchten bis nassen Bergwäldern in Höhen zwischen 2000 und 3800 Metern vor. Hier sieht man sie vor allem an buschigen Waldrändern, moosüberwachsenen verkrüppelten und niedrigen Baumformen der Krummholzzonen sowie Dickicht und Hecken nahe der Baumgrenze. Weiterhin sieht man sie auch in kleinen waldartigen Flächen über der Baumgrenze.

## Verhalten
Es ist eine relativ aktive Buschammer und daher relativ einfach zu entdecken. Einzelne oder Familien folgen gern anderen Arten. Sie bewegt sich nur zwischen Büschen und niedrigen Bäumen der niedrigeren Stratifikationschichten. Dabei springt sie von Ast zu Ast. Wenn sie auf der Suche nach Futter am Boden ist, verhält er sich eher unauffällig. Dabei ernährt sie sich vorwiegend von Insekten und Früchten.

## Unterarten
Es sind fünf Unterarten beschrieben, die sich vor allem in ihrer Färbung und ihrem Verbreitungsgebiet unterscheiden:
- Atlapetes schistaceus schistaceus (Boissonneau, 1840)[2] kommt an den Osthänge der Anden in Morona Santiago und der Finca Rancho Grande nahe Santandercitovor.[3] West- und Zentralanden Kolumbiens bis nach Ecuador. Nominatform
- Atlapetes schistaceus tamae Cory, 1913[4] ist nur im Bundesstaat Táchira präsent. Krone ist heller als in Nominatform. Einzige Form mit matten Spur schwarz über dem Schnabel. Die Kehle ist weißgrau. Kein Flügelspiegel.
- Atlapetes schistaceus fumidus Wetmore & Phelps Jr., 1953[5] Kommt in der Sierra de Perijá im Bundesstaat Zulia vor. Ähnelt A. s.castaneifrons hat aber schwärzeren Rücken.
- Atlapetes schistaceus castaneifrons (Sclater & Salvin, 1875)[6] wurde ursprünglich unter Buarremon castaneifrons beschrieben. Präsent in den Bundesstaaten Táchira, Mérida bis an den 3.585 Meter hohen Páramo Cendé im Norden von Trujillo nahe der Grenze zu Lara. Noch hellere Krone als in A. s. tamae Es fehlt der Flügelspiegel bzw. ist nur sehr schwach ausgeprägt.
- Atlapetes schistaceus taczanowskii (Sclater & Salvin, 1875)[7] wurde ursprünglich unter dem Namen Buarremon taczanowskii im gleichen Beitrag wie A. s. castaneifrons beschrieben. Kommt an den östlichen Hängen der nördlichen Zentralanden von Peru in den Regionen Huánuco bis Junín vor. Hat eine hellere Krone als A. s. castaneifrons und es fehlt der Flügelspiegel. Die Wangen sind fast weiß mit nur unmerklichem schwarzen Strich.

Bei einigen Autoren gilt die Cusco-Buschammer (Atlapetes canigenis) Chapman, 1919 als weitere Unterart. Dies kommt daher, da im Englischen früher auch für sie der Name Slaty Brush-finch verwendet wurde. In Wahrheit ist diese endemische Art aber eher noch Rotohr-Buschammer (Atlapetes rufigenis) oder der Schwarzgesicht-Buschammer (Atlapetes melanolaemus) verwandt.

## Forschungsgeschichte und Etymologie
Auguste Boissonneau beschrieb diese Buschammer zunächst unter Tanagra (Arremon) schistaceus. Es war 1831 Johann Georg Wagler der die Gattung Atlapetes einführte. Das Wort setzt sich aus atla für den Titan Atlas, dessen Name Träger, Dulder bedeutet und petes vom griechischen petros für der Fels zusammen. Atlas trug in der antiken Mythologie das Himmelsgewölbe auf seinen Schultern. Der Artepitheton kommt aus dem Lateinischen und bildet sich aus dem Wort schistaceus für schieferfarben (d. h. blaugrau) von schistus für Schiefer.